# أنجيلا برادي
أنجيلا برادي (بالإنجليزية: Angela Brady)‏ هي مهندسة معمارية بريطانية، ولدت في 1957 في دبلن في جمهورية أيرلندا.

## وصلات خارجية
- الموقع الرسمي